# Bruce Baker
Bruce Keith Baker (Ottawa, Ontario, Kanada, 1956. április 25. –) profi jégkorongozó.

## Karrier
Komolyabb junior karrierjét az OMJHL-es Ottawa 67’s-ben kezdte 1972-ben. 1976-ig volt csapattag. Ebben a 4 évben nem értek el komoly sikereket, ám az ő eredményei évről évre javultak és végül az utolsó évében 64 mérkőzésen 71 pontot szerzett. Kis termete ellenére az NHL-es csapatok megfigyelői sokra tartották és az 1976-os NHL-amatőr draft első körében a Montréal Canadiens ki is választotta a 18. helyen. Emellett az 1976-os WHA-amatőr drafton is kiválasztotta őt a Calgary Cowboys az ötödik kör 55. helyén. Végül mégsem játszhatott egyetlen-egy mérkőzést sem a National Hockey League-ben, sem a World Hockey Associationban. Felnőtt pályafutását az American Hockey League-es Nova Scotia Voyageursben kezdte 1976 végén. Az első szezonban sikerült megnyerniük az AHL-rájátszás bajnokának járó Calder-kupát. A csapatban 1981-ig játszott. Évről évre gyengébb eredményeket ért el és végül 5 profi szezon után visszavonult.

## Díjai
- Calder-kupa: 1977